# Birutė Šakickienė
Birutė Šakickienė, född den 26 november 1968 i Zarasų i Litauen, är en litauisk roddare.
Hon tog OS-brons i dubbelsculler i samband med de olympiska roddtävlingarna 2000 i Sydney.